# ژنین
ژنین، روستایی از توابع بخش مرکزی شهرستان سروآباد در استان کردستان ایران است. اما بنا به خاطر دلایلی چون قرار داشتن در منطقه کوهستانی و دور بودن از جاده‌های اصلی بین شهری از توسعه و رقابت با شهرهای استان عقب مانده‌است. سابقه تاریخی روستا به چند هزار سال پیش بر می‌گردد. جالب است بدانید که در کشور لهستان یک شهرستان به همین نام وجود دارد. که در استان کویافسکو-پومورسکی واقع شده‌است. 

## موقعیت
این روستا در بین شهرهای سنندج، مریوان سروآباد و کامیاران قرار گرفته‌است. از لحاظ تقسیمات کشوری جز شهرستان سروآباد می‌باشد. روستای ژنین در فاصله ۱۸ کیلومتری جاده اصلی سنندج – مریوان. جاده این روستا از مسیر دوآب کاملاً آسفالت و از مسیر تفین به کامیاران به طول ده کیلومتر خاکی و بقیه آسفالت می‌باشد. مسیرهای منتهی به روستا: ۱- سنندج ژنین حدوداً ۹۶ کیلومتر ۲- مریوان ژنین حدوداً ۷۶ کیلومتر.

## جغرافیا
شکل خانه‌ها و فضاهای درونی آن، براساس نوع فعالیت و میزان درآمد اقتصادی مردم شکل گرفته‌است. در چندین سال اخیر ساخت ساز خانه در روستای ژنین به صورت چشمگیری افزایش یافته‌است.
پوشش گیاهی روستا شامل انواع گیاهان مانند، خاکشیر، ختمی (هرمله). بابونه (حاجیانه). گل گاو زبان (گوزربانه). بو مادران (بوژانه). آویشن. شیرین بیان. پونه. کنگر. ریواس. خوژه. قارچ. لوئی. رازیانه. جاشیر (لو). شنگ. خاز. بنا. (دریه زرده). اکینوپس یا قنقال (دریه نرمه).
که کاربرد غذایی، دارویی و صنعتی دارند و کاسنی و انواع درختان بلوط، کیکم، ارژن، بنه (تایله)، ون، زالزالک (بلچی)، گلابی و گردو. آلوچه. سیب. زرد الو. هلو. الو سیاه. الوبالو. الوبالوی وحشی. سنجد. به. نارون (وزم). چنار. بید. شاه توت. توت سفید. اطراف روستا را مراتعی سرسبز، دربرگرفته است. پوشش گیاهی مناسب برای چرای دام را داراست.
گونه‌های جانوری در زیستگاهای روستا شامل :روباه، خرگوش، خوک و می‌باشد. و پرندگان ازجمله کبک، گنجشک، کلاغ و … و دارای پوشش گیاهی مناسب برای چرای دام. جانوران و پرندگان می‌باشد.

## قله‌ها و کوه‌ها
تونه‌سیاوه. تونه‌چه‌رمه. هه‌مروگوره. یه‌ره‌همرو. تپه‌باوا. یاگه‌پاووگوری. هاره‌گله. وه‌ران‌وه‌ر. ویشله. قه‌لاگا.

## چشمه‌ها
هانه‌چه‌رمه. هانه‌کاریز. هانه‌ومیزای. هانه‌چیا. هانه‌قوته‌لان. هانه‌پیسایین. هانه‌ومامو ولی. هانه‌قول. هانه‌ویسیه. هانه درویشی. هانه‌گناو. هانه‌قلاگا. هانه‌قل‌قله. هانه سکله. هانه‌و زل‌ئاوای. هانه‌ومه‌لا.

## زبان و دین
مردم روستای ژنین به زبان‌هورامی سخن می‌گویند، پیرو دین اسلام و مسلمان و پیرو مذهب تسنن (شافعی مذهب) هستند.

## اقتصاد
این روستا دارای بیش از ۲۳۵ هکتار مزارع آبی و ۷۰ هکتار دیم می‌باشد و با توجه به این مقدار مزارع اکثر مردم به کار باغداری و کشاورزی و عده کمی به دامداری و زنبور عسل مشغولند.
فراورده‌ها کشاورزی: گندم، جو، نخود، انگور و گردو، توت فرنگی می‌باشد.